# Ron Cephas Jones

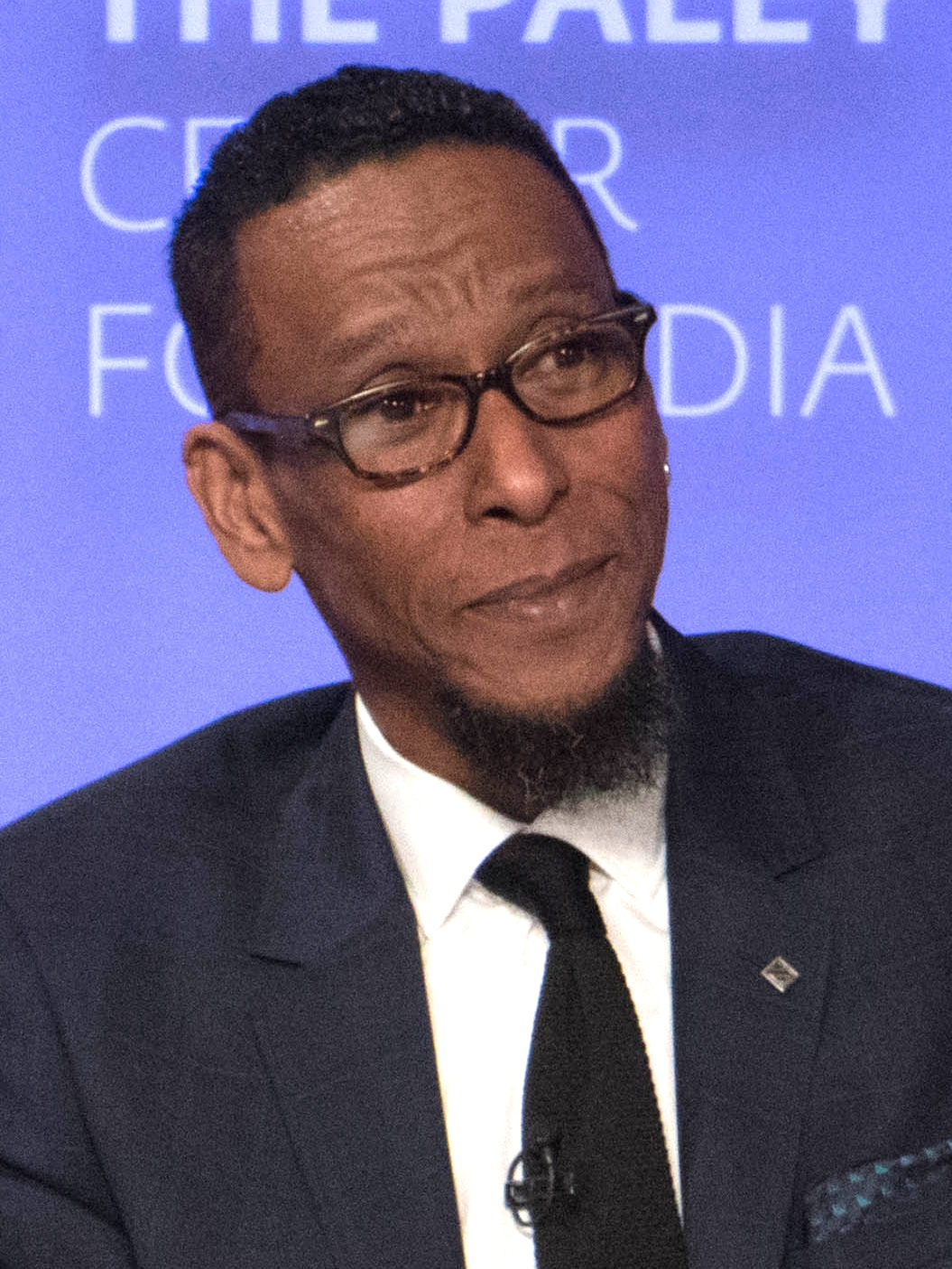
Ron Cephas Jones (2017)

Ron Cephas Jones (* 8. Januar 1957 in Paterson, New Jersey; † 19. August 2023), oft auch Ron C. Jones, war ein US-amerikanischer Schauspieler.

## Leben und Karriere
Zu seinen Filmauftritten gehören Spike Lee’s Spiel des Lebens (1998), Sweet and Lowdown (1999), Half Nelson (2006) und Across the Universe (2007). Er trat ebenfalls in zahlreichen Theaterstücken der Steppenwolf Theatre Company in Chicago auf, zudem spielte er die Titelrolle in Shakespeares Richard III. im Public Theater in New York und wirkte noch in zahlreichen anderen Off-Broadway-Produktionen mit. Jones diente auch oft als Einspringer in vielen Broadway-Produktionen.
Seine ersten Fernsehauftritte hatte Jones 1996 als Gastrollen in den Fernsehserien New York Undercover und Law & Order, in der er 1997 in einer anderen Rolle einen weiteren Auftritt hatte. 2013 trat Jones in der US-amerikanischen Fernsehserie Low Winter Sun als Reverend Lowdown auf, 2015 hatte er einen Gastauftritt als Mr. Frazier in der dritten Staffel der Serie Banshee – Small Town. Big Secrets., 2016 spielte er Bobby Fish in Marvel’s Luke Cage. 2015 bis 2016 spielte Jones die Nebenrolle des Romero, Mitglied der Hacktivisten-Gruppe „fsociety“ in der Thriller-Serie Mr. Robot.
Von 2016 ab spielte er in den ersten beiden Staffeln der Fernsehserie This Is Us – Das ist Leben eine der Hauptrollen namens William Hill, der von seinem leiblichen Sohn Randall (Sterling K. Brown), den er als Baby, nachdem seine Mutter gestorben war, vor einer Feuerwache abgelegt hatte und der später von Jack Pearson (Milo Ventimiglia) und seiner Frau Rebecca (Mandy Moore) adoptiert wurde, aufgesucht wird. In den folgenden Staffeln wurde seine Rolle zur Nebenfigur herabgestuft.

## Privatleben
Jones war mit der in Großbritannien geborenen Jazzsängerin Kim Lesley verheiratet, mit der er eine Tochter, die Schauspielerin Jasmine Cephas Jones, hat.
Nach längerer Lungenkrankheit starb Jones im August 2023 im Alter von 66 Jahren.

## Filmografie (Auswahl)
- 1996: New York Undercover (Episode 3x04)
- 1996–1997: Law & Order (2 Episoden)
- 1998: Spike Lee’s Spiel des Lebens (He Got Game)
- 2001: Little Senegal
- 2002: Die Straßen Harlems (Paid in Full)
- 2006: Half Nelson
- 2007: Across the Universe
- 2012: NYC 22 (Episode 1x07)
- 2013: Low Winter Sun (3 Episoden)
- 2014: The Blacklist (Episode 4x22)
- 2015: Banshee – Small Town. Big Secrets. (Banshee, 2 Episoden)
- 2015–2016: Mr. Robot (9 Episoden)
- 2016: Marvel’s Luke Cage (8 Episoden)
- 2016–2017: The Get Down (5 Episoden)
- 2016–2022: This Is Us – Das ist Leben (This Is Us, 45 Episoden)
- 2018: Venom
- 2018: The Holiday Calendar
- 2019: Eine wie Alaska (Looking for Alaska, Fernsehserie)
- 2019–2023: Truth Be Told (Fernsehserie)
- 2021–2022: Law & Order: Organized Crime (Fernsehserie)